# Șcheia (Iași)
Șcheia is een Roemeense gemeente in het district Iași.
Șcheia telt 3359 inwoners.